# Xã Indianfields, Michigan
Xã Indianfields (tiếng Anh: Indianfields Township) là một xã thuộc quận Tuscola, tiểu bang Michigan, Hoa Kỳ. Năm 2010, dân số của xã này là 6.048 người.